# Iscalina mediosecta
Iscalina mediosecta är en fjärilsart som beskrevs av W. Warren 1898. Iscalina mediosecta ingår i släktet Iscalina och familjen Thyrididae. Inga underarter finns listade i Catalogue of Life.